# Letiště Frýdlant
Letiště Frýdlant je letiště v Moravskoslezském kraji východně od města Frýdlant nad Ostravicí, asi 500 m od pravého břehu Ostravice. Je umístěno mezi dominantními vrchy Beskyd, kterými jsou Ondřejník (890 m n. m.), Kněhyně (1256 m n. m.) a Lysá hora (1323 m n. m.). Směrem na sever se otevírá Frýdecko-Místecko.
Letiště je provozováno od roku 1992 zapsaným spolkem Aeroklub Frýdlant nad Ostravicí, který navazuje na základě zákona č. 83/1990 Sb. na své předchůdce, působící na letišti ve Frýdlantě nad Ostravicí od jeho vzniku v 50. letech. V současnosti sdružuje aeroklub okolo 100 členů.[zdroj⁠?!]
Letiště mohou využívat letouny, vrtulníky, kluzáky. Ultralehká letadla – pouze se souhlasem provozovatele letiště.
Rádio:
• AFIS volací znak Frýdlant INFO
• Frekvence 123,490 MHz